# نیروی دریایی سری‌لانکا
نیروی دریایی سری‌لانکا (تامیلی: இலங்கை கடற்படை) نیروی دریایی زیرمجموعه نیروهای مسلح سریلانکا است، که در سال ۱۹۵۰ تأسیس شد.